# یواس‌اس لرل (۱۸۶۲)
یواس‌اس لرل (۱۸۶۲) (به انگلیسی: USS Laurel (1862)) یک کشتی بود که طول آن not known بود. این کشتی در سال ۱۸۶۲ ساخته شد.